# Cronologia do Universo de Batman
Essa é uma lista que mostra toda a cronologia do super herói Batman na revista em quadrinhos DC Comics. Abrange desde sua estreia em 1939 até o presente.

## Era de Ouro
Na primeira aparição de Batman em Detective Comics #27, ele já está operando como um combatente do crime. A origem de Batman somente é apresentada pela primeira vez em Detective Comics #33 em novembro de 1939 e é posteriormente refeita, em Batman #47. Bruce Wayne é filho do Dr. Thomas Wayne e de sua esposa Martha Wayne, dois ricos socialites de  Gotham City.
Bruce vive na Mansão Wayne e tem uma vida feliz até os oito anos de idade, quando seus pais são mortos por um criminoso chamado Joe Chill, enquanto voltavam do cinema. Bruce Wayne faz um juramento para livrar a cidade do mal que tinha tomado a vida de seus pais. Ele se envolve em um intenso treinamento físico e intelectual; no entanto, percebe que essas habilidades por si só não seriam suficientes.
"Os criminosos são muito supersticiosos e covardes", comenta Wayne, "por isso o meu disfarce deve ser capaz de atacar o terror em seus corações. Eu devo ser uma criatura da noite, preto, terrível ..."
Respondendo aos seus desejos, um morcego de repente voa pela janela de sua Mansão, inspirando Bruce para assumir a personalidade de Batman.
Nas tiras iniciais, a carreira de Batman como um vigilante, inicialmente, desperta a ira da polícia. Durante este período, Wayne tem uma noiva chamada Julie Madison. Wayne também conhece um acrobata de circo que é órfão, Dick Grayson, que logo se torna Robin, seu parceiro na luta contra o crime.
Batman também se torna um membro fundador da Sociedade da Justiça da América, embora ele, como Superman, seja apenas membro honorário e, portanto, só participa ocasionalmente. A relação de Batman com a lei muda rapidamente, e ele é feito membro honorário do departamento de polícia de Gotham City. Durante este tempo, o mordomo Alfred chega a Mansão Wayne e depois de descobrir as identidades secretas da dupla dinâmica, se junta a eles.

### 1939
- Maio: Criado por Bill Finger e Bob Kane, Batman faz sua estreia nos quadrinhos com seu aliado, o Comissário James Gordon. (Detective Comics #27)

- Julho: Doutor Morte estreia como o primeiro  vilão recorrente de Batman. Além disso, surge o cinto de utilidades do Batman. (Detective Comics #29)

- Setembro: A noiva de Bruce Wayne, a atriz Julie Madison, é introduzida. Enquanto isso, surgem o Bat-gyro, um precursor para o Bat-avião e também o Bat-rang. (Detective Comics #31)

- Outubro: A fim de acabar com o reinado de terror do Monge Louco, Batman o mata junto com seu aliado, Dala. (Detective Comics #32)

- Novembro: É mostrado como ocorreu o assassinato de Thomas e Martha Wayne, os pais de Bruce.  (Detective Comics #33)

### 1940
- Fevereiro: Batman enfrenta pela primeira vez o Professor Hugo Strange. (Detective Comics #36)[3]

- Março: Batman veste óculos de visão noturna, pela primeira vez. (Detective Comics #37)

- Abril: Depois que seus pais, dois artistas trapezistas são assassinados pelo gângster Tony Zucco, Dick Grayson se junta a guerra de Batman contra o crime como Robin, o Menino Prodígio. (Detective Comics #38). Coringa, o pior inimigo de Batman e Mulher Gato (Selina Kyle) estreiam no lançamento da revista própria, auto-intitulada Batman #1. Enquanto isso, o Bat-avião armado com uma metralhadora também é introduzido. Em outra história, após um confronto com os homens de Hugo Strange, Batman promete rejeitar para sempre o uso de armas de fogo. (Batman #1)[4][5][6][7][8][9]

- Junho: Thespian Basil Karlo assume o papel do primeiro Cara de Barro. (Detective Comics #40)[10][11]

- Julho: Robin aparece em sua primeira aventura solo, embora Batman o ajude no final. (Detective Comics #41). Mulher Gato aparece com seu primeiro traje (Batman #3).

### 1941
- Fevereiro: É criada a Batcaverna, uma base secreta abaixo da Mansão Wayne e também o Batmóvel (Detective Comics #48)

- Março: Julie Madison termina o noivado com Bruce Wayne por causa de sua vida de playboy. Enquanto isso, usando o nome de Portia Storme, Julie veste o traje de Robin e se encontra com o Cara de Barro. (Detective Comics #49)

- Abril: Surge a mais recente namorada de Bruce Wayne, Linda Page. (Batman #6)

- Setembro: O senhor do medo, Espantalho (Dr. Jonathan Crane) é introduzido. (World's Finest Comics #3)[12][13]

- Dezembro: Surge o Pinguim, (Oswald Chesterfield Cobblepot). (Detective Comics #58) [14][15][16]

### 1942
- Abril: O Batsinal convoca Batman pela primeira vez. (Detective Comics #60)

- Agosto: O promotor público Harvey "Apollo" Kent (alterado mais tarde para "Dent") e seu diabólico alter-ego Duas-Caras fazem suas estreias. (Detective Comics #66)[17][18][19][20]

### 1943
- Abril: Surgem os vilões Tweedle-Dee e Tweedle-Dum (Detective Comics #74)

- Abril-Maio: Alfred Pennyworth é introduzido como o mordomo da família Wayne. (Batman #16)

- Novembro: Batman e Robin encontram Cavalier. (Detective Comics #81)

### 1944
- Agosto-Setembro: Batman e Robin viajam a Roma antiga, em sua primeira aventura de viagem no tempo. (Batman #24)

- Outubro-Novembro: Ocorre a primeira grande união de vilões do Batman, com o Coringa e o Pinguim unindo forças para derrotá-lo. (Batman #25)

### 1946
- Junho-Julho: A Mulher Gato loira aparece usando um protótipo de seu traje roxo, a clássica gata-orelhuda. (Batman #35)

### 1947
- Junho-Julho: Alienígenas aparecem pela primeira vez nos quadrinhos do Batman. (Batman #41)

- Set-Out: A moeda gigante faz sua primeira aparição. Acabaria se tornando um troféu muitas vezes visto na Bat-Caverna. (World's Finest Comics #30)

### 1948
- Junho-Julho: A primeira origem detalhada sobre Batman é publicada. Neste conto, Batman persegue Joe Chill, o homem que assassinou seus pais. (BATMAN # 47)

- Outubro: O Charada (Edward Nygma) faz sua estreia. (Detective Comics # 140)[17][21][22]

- Outubro-Novembro: O Chapeleiro Louco (Jervis Tech) se junta a galeria de vilões do Batman. Também surge a fotógrafa Vicki Vale, que foi um dos interesses amorosos mais duradouros do Batman (1948-1962) (Batman # 49)

### 1949
- Maio: Batman e Robin usam pela primeira vez o Bat-submarino para capturar o Tiger Shark. (Detective Comics #147)

### 1950
- Fevereiro: Batman e Robin projetam um novo modelo para o Batmóvel com uma grade com cabeça de morcego. (Detective Comics # 156)

- Junho-Julho: Primeira aparição do Pistoleiro (Floyd Lawton) (Batman # 59)

- Outubro-Novembro: Coincidindo com o alvorecer da era do jato, o Batplane II é introduzido. (Batman # 61)

### 1951
- Janeiro: A primeira origem da Mulher Gato é criada. (Batman # 62)

- Fevereiro: A primeira origem do Coringa é criada. Nela, o vilão assumiria primeiramente a identidade do criminoso conhecido como Capuz Vermelho. (Detective Comics # 168)

- Fevereiro-Março: Surge o vilão Mariposa Assassina (Batman #63)

### 1952
- Junho: Batman e Robin batalham pela primeira vez contra o Vagalume (Garfield Lynns). (Detective Comics #184)

- Julho-Agosto: Batman e Superman finalmente se encontram. (Superman #76)

### 1954
- Julho-Agosto: Batman e Superman começam a trabalhar junto. (WORLD'S FINEST COMICS # 71)

### 1955
- Junho: Ace, o Bat-Cão faz sua estreia. (Batman # 92)

- Julho: A ex-acrobata de circo Kathy Kane estreia como a Batwoman. (Detective Comics #233)

- Setembro: A origem do uniforme do Batman é revelada em uma história com Thomas Wayne como o "primeiro" Batman. (Detective Comics #235)

### 1957
- Março: Batman e Superman enfrentam juntos os seus maiores inimigos que se aliaram pela primeira vez: Coringa e Lex Luthor (WORLD'S FINEST #88)

- Setembro: O Professor Milo cria uma substância que faz com que Batman tenha medo de morcegos e brevemente força-o a adotar uma nova identidade: "Starman". (Detective Comics #247)

- Dezembro: Signalman faz sua primeira aparição. (BATMAN # 112)

### 1958
- Março: O Trio Terrível (raposa, tubarão, e abutre) enfrentam Batman e Robin. (Detective Comics # 253)

- Abril: O Batcóptero é adicionado à frota de veículos do Batman. (Detective Comics # 254)

- Setembro: O Homem Calendário desafia Batman. (Detective Comics # 259)

- Novembro: Batman e Robin batalham com o Doutor Double X (Detective Comics # 261).

### 1959
- Fevereiro: Mr. Freeze, chamado inicialmente de Mr. Zero (Dr. Victor Fries) faz sua estreia. (Batman #121)[10][4][23][24]

- Maio: Batman encontra pela primeira vez o duende Batmirim. (Detective Comics # 267)

### 1960
- Março: Batman junto com a Mulher Maravilha, Superman, The Flash, Lanterna Verde, Aquaman e Caçador de Marte se juntam para formarem a Liga da Justiça da América. (The Brave and the Bold #28)

- Agosto: O Rei dos Relógios faz sua estreia (Worlds Finest Comics #111)

### 1961
- Abril: Bette Kane estreia como a primeira Batgirl. (BATMAN # 129)

- Dezembro: Matt Hagen se torna o segundo Cara de Barro. (Detective Comics # 298)

### 1962
- Fevereiro: O vilão Forasteiro estreia. (Detective Comics # 300)

### 1963
- Janeiro: O Homem-Gato (Thomas Blake) enfrenta Batman e Robin. (Detective Comics # 311)

## Era de Prata
Após a criação do Multi-Universo DC Comics na década de 1960, é retroativamente estabelecido que as histórias da Era de Ouro estreladas por Batman na Terra 2 se passariam em um mundo paralelo. Batman se casa com a Mulher Gato, Selina Kyle, (como mostrado em Superman Family # 211) e com ela tem uma filha, Helena Wayne, que, assim como o pai, torna-se protetora de Gotham City assumindo o nome de Caçadora. Wayne se aposenta do cargo para se tornar comissário de polícia, cargo que ocupa até ser morto durante uma aventura final como Batman.
Os detalhes das histórias de Batman foram alterados ou expandidos ao longo das décadas. Adições incluem reuniões com um futuro Superman durante a sua juventude, sua educação por seu tio Philip Wayne (introduzido em Batman # 208, Jan./Fev. 1969), após a morte de seus pais e aparições de seu pai Thomas Wayne e dele mesmo, como versões prototípicas de Batman e Robin, respectivamente.
Batman se reúne e trabalha regularmente com outros heróis durante a Era de Prata, mais notavelmente Superman, com quem ele começou em 1954 e continuou até o cancelamento da série em 1986. Batman e Superman são geralmente descritos como amigos íntimos. Batman torna-se um dos membros fundadores da Liga da Justiça da América, aparecendo em sua primeira história em 1960 (Brave and the Bold # 28).
Em 1969, Dick Grayson frequenta a faculdade como parte do esforço da DC Comics de revisar os quadrinhos do Batman. Além disso, Batman também se move da Mansão Wayne para um apartamento de cobertura no topo do edifício da Fundação Wayne  no centro de Gotham City, a fim de estar mais perto do crime de Gotham City.

### 1964
- Maio: estreia do novo visual do Batman (Detective Comics #327)

- Junho: Alfred está temporariamente "morto". (Detective Comics #328)

- Junho-Julho: Robin forma os Titãs, um grupo formado por outros ajudantes super-heróis com Kid Flash e Aqualad. (THE BRAVE and the Bold # 54)

### 1965
- Março: Roy Reynolds, o Genius Getaway, encontra-se pela primeira vez com Batman. (Batman # 170)

- Novembro: Batman e Robin encontram-se com Mark Desmond, também conhecido como Arrasa-Quarteirão. (Detective Comics # 345)

### 1966
- Janeiro-Fevereiro: Robin e seus companheiros Titãs (agora incluindo a Moça Maravilha) ganham a sua própria revista em quadrinhos. (Teen Titans #1)

- Maio: O vilão Mestre das Pistas enfrenta Batman. (Detective Comics # 351)

- Junho: A vilã sedutora Hera Venenosa (Dra. Pamela Isley) faz sua estreia. (Batman # 181)[25][26][27]

- Agosto: Batman se encontra com o criminoso asiático doutor Tzin-Tzin . (Detective Comics # 354)

- Outubro: Alfred retorna à mansão Wayne. (Detective Comics # 356)

- Dezembro: Batman encontra pela primeira vez o vilão Spellbinder . (Detective Comics # 358)

### 1967
- Janeiro: Barbara Gordon se torna a segunda Batgirl. (Detective Comics #359)

### 1968
- Janeiro: O Batmóvel da série de TV Batman torna-se brevemente o Batmóvel oficial dos quadrinhos. (Detective Comics # 371)

- Março: Para comemorar o número 200 de sua revista, Batman luta com o Espantalho em "The Man Who Radiated Fear". (BATMAN # 200)

### 1969
- Maio: Batman celebra o seu 30º aniversário em Detective Comics. (Detective Comics # 387)

- Outubro: O investigador Jason Bard é introduzido. (Detective Comics # 392)

- Dezembro: Em "One Bullet Too Many", Dick Grayson deixa a Batcaverna e parte para a Universidade. Enquanto isso, Bruce Wayne e Alfred mudam-se para a cobertura do edifício da Fundação Wayne. No processo, uma nova Batcaverna é estabelecida sob os arranha-céus da Fundação Wayne (BATMAN # 394). Batman abandona o seu Batmóvel anterior, em troca de um carro esportivo turbo. (Detective Comics # 394)

## Era de Bronze
Batman passa a década de 1970 e início de 1980 (principalmente), trabalhando sozinho, com a ajuda ocasional de Robin e Batgirl. As aventuras do Batman também tornam-se mais  escuras e sombrias durante este período, mostrando crimes cada vez mais violentos, incluindo a volta (desde a Idade de Ouro) do louco assassino Coringa e a chegada do chefe terrorista Ra's Al Ghul. Na década de 1980, Dick Grayson se torna o Asa Noturna.
Na edição final de "Brave and the Bold" em 1983, Batman sai da Liga da Justiça e forma um novo grupo chamado os Renegados. Batman serve como o líder da equipe até "Outsiders #32 (1986)".

### 1970
- Janeiro: Sob as histórias do escritor Dennis O'Neil e do artista Neal Adams, o exagerado tom de humor que acompanhou Batman nas últimas duas décadas foi enfim aposentado. Em seu lugar, vem um tom mais atual e sombrio à revista. (Detective Comics # 395)

- Junho: O Zoólogo Kirk Langstrom se transforma no Morcego Humano, para o horror de sua noiva Francine Lee. Enquanto isso, Robin e Batgirl trabalham em equipe pela primeira vez. (Detective Comics # 400)

- Novembro: Depois de estrear nas páginas de "Strange Adventures #215", A Liga dos Assassinos aparece pela primeira vez em um título do Batman. (Detective Comics # 405)

### 1971
- Janeiro: Em "Marriage: Impossible", a noiva de Kirk Langstrom, Francine Lee Langstrom se torna a She-Bat. (Detective Comics # 407)

- Maio: Antecedendo a estreia de seu pai diabólico, Talia Al Ghul faz sua primeira aparição. (Detective Comics # 411)

- Junho: Ra's Al Ghul, o líder terrorista da Liga dos Assassinos faz sua estreia. (Batman # 232)[23][28][29][30]

- Agosto: Depois de 17 anos fora dos quadrinhos, Duas Caras faz seu retorno à galeria de vilões do Batman. (Batman # 234)

### 1973
- Abril: O Mago (Val Kaliban) faz sua estreia. (Detective Comics # 426)

### 1975
- Maio: O Coringa aparece em sua própria revista mensal. (The Joker # 1)

- Setembro-Outubro: A Família Batman, uma série que destaca o elenco de personagens Batman, estreia (com duração de 20 edições antes de seu cancelamento em 1978). (The Batman Family # 1)

### 1976
- Janeiro: O Morcego Humano também ganha sua própria revista mensal, que tem apenas duas edições. (MAN-BAT # 1) Lady Shiva é introduzida no universo do Batman. (RICHARD DRAGÃO: KUNG-FU FIGHTER # 5) [31][32][33]

- Fevereiro-Março: O líder Cult Kobra, que logo se tornaria um adversário frequente de Batman, aparece em sua própria série. (KOBRA # 1)

- Março: Dra. Leslie Thompkins, uma médica que tem uma amizade com Bruce Wayne, estreia em ""There Is No Hope In Crime Alley". (Detective Comics # 457)

- Junho: O pirata Capitão Stingaree aparece pela primeira vez. (Detective Comics # 460)

- Setembro: Batman batalha com Black Spider pela primeira vez. (Detective Comics # 463)

### 1977
- Maio: Rupert Thorne faz sua estreia. (Detective Comics # 469)

- Junho: Silver St. Cloud é apresentada como o mais recente amor de curta duração de Bruce Wayne. (Detective Comics # 470)

- Dezembro: Surge a heroína Caçadora cuja identidade secreta é Helena Wayne, a filha de Batman e Mulher-Gato, ambos da Terra 2 (All-Star Comics #69)

### 1978
- Julho-Agosto: Preston Payne se torna o Cara de Barro III. (Detective Comics # 478)

### 1979
- Janeiro: Lucius Fox é introduzido como o assistente financeiro que guia as Empresas Wayne em operações comerciais do dia-a-dia na ausência de Bruce Wayne. (Batman # 307)

- Abril-Maio: Na edição de 40º aniversário de Detective Comics, o vilão Maxie Zeus aparece pela primeira vez. (Detective Comics # 483)

- Agosto-Setembro: Kathy Kane é assassinada pelo Tigre de Bronze. (Detective Comics # 485)

- Outubro: O vilão Firebug faz sua estreia. (Batman # 318)

### 1980
- Agosto: O Asilo Arkham é introduzido. (Batma # 326)

- Outubro: Em um conto de pré-visualização, Robin é acompanhado pelos ex-Titans Moça-Maravilha e Kid Flash, bem como novos membros Changeling, Raven, Cyborg, e Starfire para formar Os Novos Titãs. (DC COMICS # 26)

- Dezembro: primeiros confrontos de Batman com o poderoso chefe da máfia conhecido apenas como The Squid . (Detective Comics # 497)

### 1981
- Março: Na edição 500 de Detective Comics (em uma história intitulada "To Kill a Legend"), Batman e Robin visitam uma realidade alternativa onde eles tentam evitar o assassinato de Thomas e Martha Wayne.

### 1982
- Fevereiro: Surge o vilão Miragem (Detective Comics # 511).

- Março: Dr. Morte faz seu retorno na edição de aniversário de 45 anos da Detective Comics. (Detective Comics # 512)

### 1983
- Março: O jovem acrobata de circo Jason Todd e o vilão réptil Killer Croc fazem suas primeiras aparições. (Batman # 357) [34][35][17]

- Maio: Batman celebra sua aparição 500 em Detective Comics. Enquanto isso, os assassinatos dos pais de Jason Todd (assim como as próprias origens de Dick Grayson) por Killer Croc levam  Jason a herdar o papel de Robin de Dick. (Detective Comics # 526)

- Julho: O detetive de polícia Harvey Bullock faz a sua estreia. (BATMAN # 361)

- Agosto: Depois que Batman sai da Liga da Justiça da América, ele monta sua própria equipe de super-heróis chamado os Renegados . (BATMAN AND THE OUTSIDERS #1)

- Dezembro: Jason Todd faz sua estreia oficial como Robin. (BATMAN # 366)

### 1984
- Fevereiro: Dick Grayson encerra o papel de Robin. (THE NEW TEEN TITANS # 39)

- Julho: Dick Grayson se torna o Asa Noturna. (TALES OF THE TEEN TITANS #4)

### 1985
- Abril: A saga Crise nas Terras Infinitas começa. No processo, a história de Batman é radicalmente alterada. Como resultado, Bat-Mirim, Ace; o Bat-Cão e outros personagens relacionados a Batman são esquecidos. Enquanto isso, a origem de Jason Todd é revista.

- Agosto: Surge o vilão Máscara Negra. (BATMAN # 386)

## Era Moderna
Após a saga Crise nas Terras Infinitas, a DC Comics reescreveu as histórias de alguns dos principais personagens em uma tentativa de atualizá-los para o público contemporâneo. Frank Miller reconta a origem de Batman na história "Year One" a partir de "Batman #404-407". Embora o Batman da Terra 2 acabe sendo apagado na Era Moderna, muitas histórias da Era de Prata (juntamente com algumas da Era de Ouro) permanecem nesse universo pós-crise, com suas origens permanecendo as mesmas em essência, apesar da alteração. Por exemplo, a polícia de Gotham são em sua maioria corruptos, o que torna ainda mais necessária a existência de Batman.
Enquanto o passado de Dick Grayson continue em ser a mesma coisa, a história de Jason Todd, o segundo Robin, é alterada, transformando-o em um filho órfão de um bandido mesquinho, que tenta roubar os pneus do Batmóvel. Também é removido o guardião Phillip Wayne, deixando o jovem Bruce criado apenas por Alfred. Além disso, Batman não é mais um dos membros fundadores da Liga da Justiça da América, embora ele se torne líder de um curto espaço de tempo de uma nova encarnação da equipe lançada em 1987.
Para preencher novas histórias após a Crise, a DC lançou "Legends of the Dark Knight" em 1989 e publicou várias minisséries e histórias one-shot, desde então, que fazem parte do período de "Year One". Várias histórias de Jeph Loeb e Matt Wagner também abordam esta época.
Em 1988, na saga "Batman: A Death in the Family" (Batman # 426-429) Jason Todd, o segundo Robin, é morto pelo Coringa. Como consequência Batman torna-se ainda mais violento na sua luta contra os criminosos. Batman trabalha sozinho até Tim Drake se tornar o novo Robin. Em 2005, o personagem Jason Todd foi ressuscitado e acabou se voltando contra o seu antigo mentor.
Em 1993, mesmo ano em que a DC publicou "Death of Superman", a editora também lançou a saga "Knightfall". O novo vilão conhecido como Bane deixa Batman paralítico, fazendo com que Wayne passasse a capa e o capuz para Azrael, que assumiu o papel do herói. Após o fim de "Knightfall", Azrael tinha se tornado cada vez mais violento com os criminosos e perdido o controle. Bruce Wayne já recuperado, luta contra Azrael e após derrotá-lo, se torna o Batman mais uma vez. Wayne entrega o manto do Batman para Dick Grayson (Asa Noturna) por um período transitório, enquanto Wayne treina para voltar ao seu papel como Batman.
Em 1994, a DC muda novamente os aspectos de continuidade dos heróis, incluindo os de Batman. Estas mudanças notáveis mostram que a população em geral e os eventuais criminosos agora consideram Batman uma lenda urbana, em vez de uma força conhecida. Da mesma forma, o assassino dos Waynes nunca foi capturado ou identificado, e assim removendo efetivamente Joe Chill da nova continuidade, tornando histórias como "Year Two" como algo não-canônico.
Batman, mais uma vez torna-se membro da Liga da Justiça em 1996 no relançamento da revista, intitulada JLA de Grant Morrison. Enquanto Batman contribui para muitos dos sucessos da equipe, a Liga da Justiça é, em grande parte, não envolvida com Batman e Gotham City. Também é introduzido Damian Wayne, filho de Batman com Talia al Ghul. Batman, junto com Superman e Mulher Maravilha, reformam a nova Liga da Justiça da América e lidera a mais recente encarnação dos Renegados.

### 1986
- Março: Frank Miller cria quatro edições da saga intitulada "Batman: The Dark Knight Returns", que mostra um Batman já idoso voltando a combater o crime após alguns anos aposentado.

### 1987
- Fevereiro: Frank Miller e David Mazzucchelli criam a saga de quatro partes chamada "Batman: Year One", que redefine os primeiros dias da carreira de combate ao crime de Bruce Wayne.

- Março: Na capa da edição de aniversário de 50 anos de Detective Comics, Batman combina suas habilidades de investigação com Sherlock Holmes (Detective Comics # 572). Detective Sarah Essen, futura comissário de polícia e esposa de James Gordon, aparece pela primeira vez em "Batman: Year One. (Batman # 405)

- Junho: Jason Todd faz sua primeira aparição pós-crise como um órfão conturbado (Batman # 408), Além de introduzir o vilão The Reaper, "Batman: Year Two " reafirma a promessa de Bruce Wayne a nunca levar armas de fogo em sua guerra contra o crime. (Detective Comics # 575)

- Agosto: Kobra cria o Cara de Barro IV, a mulher Sondra Fuller. (The Oustsider vol. 1 #21)

- Outubro: Na graphic novel "Batman: Son of the Demon", Batman e Talia al Ghul tem um caso, levando ao nascimento de um filho. No entanto, o relacionamento termina e Batman perde o contato com seu filho.

### 1988
- Fevereiro: O Ventríloquo e Scarface estreiam. (Detective Comics # 583)[36][37][38]

- Março: O vilão KGBesta estreia. (Batman # 417)

- Abril: Ratcatcher aparece pela primeira vez. (Detective Comics # 585)

- Dezembro: Começa a saga "A Death in the Family" (Batman # 426). A graphic novel "Batman: The Killing Joke" de Alan Moore apresenta uma nova versão sobre a origem do Coringa, que por sua vez, deixa paralítica a Batgirl Barbara Gordon. A aventura final de Barbara Gordon como Batgirl é narrada em sua primeira revista solo. (Batgirl Especial # 1)

### 1989
- Fevereiro: Como conclusão da saga "A Death in the Family" os leitores foram convidados a votar para decidir o destino de Jason Todd. Por uma pequena margem, os leitores decretaram a morte de Jason. Então, no final, ele acaba sendo assassinado nas mãos do Coringa (Batman # 428). A Mulher Gato ganha sua própria revista que dura quatro edições (Catwoman # 1)

- Abril: A Caçadora (Helena Bertinelli) estreia em sua própria revista mensal. (The Huntress #1)

- Maio: Na edição 600 de Detective Comics, é introduzido o mentor de Bruce Wayne, Henri Ducard. (Batman # 436)

- Agosto: Em "Batman: Year Three", Tim Drake faz sua primeira aparição.

- Setembro: Os Cara de Barro sobreviventes se unem como parte do plano de Basil Karlo para a criação do "Último Cara de Barro" (Detective Comics # 604)

- Novembro: Surge Anarquia (Lonnie Machin) (Detective Comics # 608)

- Dezembro: A cinco partes de "A Lonely Place of Dying" destacam a primeira aparição oficial de Tim Drake. (Batman #440-442, Titans #60-61)

### 1990
- Fevereiro: Barbara Gordon assume o papel de Oráculo. (Suicide Squad#38)

- Julho: O chefe voodoo Obeah Man é introduzido em uma trama que leva à morte a mãe de Tim Drake. (Detective Comics # 618)

- Novembro: Na primeira mini-série que narra as aventuras do novo Robin, Tim Drake batalha contra o criminoso Rei Serpente . (Robin vol. 1 # 1)

- Dezembro: Tim Drake junta-se oficialmente ao time do Batman como o terceiro Robin. (Batman # 457)

### 1991
- Fevereiro: O Matadouro faz sua primeira aparição. (Detective Comics # 625)

- Outubro: Em sua segundo mini-série Tim Drake, o novo Robin luta com o Coringa. (Robin II: The Joker Wild # 1)

### 1992
- Maio: A policial Renee Montoya faz sua estreia. (Detective Comics # 644)

- Junho: Na primeira edição do título mensal "Batman: Shadow of the Bat", o administrador do Asilo Arkham, Jeremiah Arkham e o assassino em série, Victor Zsasz, fazem suas primeiras aparições.[39][40][41]

- Agosto: Stephanie Brown, torna-se a Salteadora, a fim de frustrar seu pai, o Mestre das Pistas (Detective Comics # 647)

- Outubro: Surge Jean-Paul Valley e seu alter-ego, o anjo vingador chamado Azrael. (Batman: Sword of Azrael #1)

- Dezembro: Na terceira mini-série de Tim Drake, ele se uniu com a Caçadora.  (ROBIN III: Cry of The Huntress#1)

### 1993
- Janeiro: Bane faz sua estreia. (Batman: Vengeance of Bane #1)[42][43][44]

- Fevereiro: A saga "Knightfall " começa com Bane determinado em destruir Batman. (Batman # 492)

- Julho: "Knightfall" continua. Bane consegue quebrar a coluna de Batman deixando-o paralítico. Como resultado, Bruce Wayne é forçado a renunciar ao seu papel como Batman e o entrega para Jean-Paul Valley (ainda que, por um breve e tumultuoso tempo). (Batman # 497)

- Outubro: Para derrotar Bane, Jean-Paul Vale usa uma Bat-armadura. (Batman # 500)

### 1994
- Julho: Em "KnightsEnd ", Bruce Wayne precisa lutar com um Jean-Paul Vale enlouquecido para recuperar o manto de Batman (Batman # 509)

- Agosto: Após "KnightsEnd" terminar, Jean-Paul Vale devolve o disfarce de Batman para Bruce Wayne. (Batman: Legends of Dark Knight # 63)

- Outubro: As origens do Batman são novamente modificadas e Bruce Wayne não descobre a identidade do assassino de seus pais. (Batman #0)

- Novembro: Dick Grayson assume temporariamente o papel de Batman (Batman # 512)

### 1995
- Janeiro: Bruce Wayne mais uma vez se torna Batman. (Robin # 13)

- Setembro: Dick Grayson faz sua estreia solo nos quadrinhos. (Nightwing # 1)

- Outubro: Firebug II deixa Gotham City em chamas. (Detective Comics # 690)

- Novembro: Mariposa Assassina se tornar o monstro Charaxes. (Underworld Unleased # 1) Spellbinder II faz sua estreia. (Detective Comics # 691)

- Dezembro: O carcereiro Lock-Up começa a infligir a sua própria marca de justiça sobre os criminosos de Gotham City. (Robin # 23)

### 1996
- Março: Como o enredo "Contagion" começa, milhares de pessoas em Gotham morrem com o vírus Ebola. (BATMAN: SHADOW OF THE BAT #48)

- Abril: O "Baby-Bat" Aaron Langstrom, o filho de Kirk e Francine Langstrom aparece pela primeira vez. (Man-Bat # 3)

- Maio: O nefasto Narcosis aparece. (BATMAN: SHADOW OF THE BAT #50)

- Agosto: Batman impede Ra's al Ghul de desencadear mais uma praga. (Detective Comics # 700)

### 1997
- Setembro: A Marvel lança Spider-Man and Batman: Disordered Minds, o primeiro encontro de Batman com o Homem Aranha.

- Novembro: A origem de Mr. Freeze é finalmente revelada. (Batman: Mr. Freeze)

### 1998
- Janeiro: Cassius Payne se torna o quinto Cara de Barro. (Batman # 550)

- Abril: Gotham City é devastada por um terremoto, começando, assim, a saga "Cataclysm". (BATMAN: SHADOW OF THE BAT #73)

### 1999
- Julho: Cassandra Cain herda o manto de Batgirl. (Batman # 567)

- Outubro: Arlequina (que havia aparecido pela primeira vez em Batman: The Animated Series) faz sua estreia nos quadrinhos oficiais do Batman. (Batman: Harley Quinn #1)[45][46]

### 2000
- Janeiro: O magnata de Metrópolis, Lex Luthor lidera a reconstrução de Gotham City. (Batman # 573)

- Fevereiro: O Coringa assassina a esposa do Comissário Gordon, Sarah Essen-Gordon. (Detective Comics # 741)

- Março: "Batman: Gotham Knights" é lançado. A série conta com  histórias com ilustrações em preto e branco. (Batman #575)

- Abril: Os Agentes de Ra's Al Ghul, Kyle Abbot e Whisper A'Daire fazem suas primeiras aparições (Detective Comics # 743)

- Maio: Batman encontra o espírito Samsara. (Batman: Gotham Knights #3)

- Dezembro: Arlequina ganha sua própria revista de história em quadrinhos. (Harley Quinn # 1)

### 2001
- Julho: O vilão conhecido como Philo Zeiss faz sua estreia. (Batman # 591)

- Dezembro: Depois de 15 anos, o escritor Frank Miller segue com a continuação da saga "Batman: The Dark Knight Returns", com " Batman: The Dark Knight Strikes Again". Surge a mini-série "Joker: Last Laugh". Nela, o Coringa falsamente acredita que está morrendo de um tumor no cérebro e cria o veneno "Jokerized".

### 2002
- Maio: Batman enfrenta Nicodemos. (Batman # 601)

- Junho: Batman enfrenta Mortician, um inimigo que é capaz de ressuscitar os mortos. (Batman: Gotham Knight #28)

- Dezembro: Surge o vilão Silêncio. (Batman #609)[47][48]

### 2003
- Julho: Batman revela sua identidade secreta para a Mulher Gato (Batman # 615)

- Agosto: Nissa Raatko, uma filha até então desconhecida de Ra's al Ghul aparece pela primeira vez (Detective Comics # 782).

### 2004
- Janeiro: Bane descobre que o Rei Serpente é seu pai. (Batman: Gotham Knigts #47)

- Junho: Tim Drake encerra o papel de Robin. (Robin # 125)

- Julho: Stephanie Brown ocupa o manto deixado por Tim Drake se tornando a primeira Robin mulher. (Robin # 126)

- Outubro: "Batman: The 12-Cent Adventure", um prelúdio para a saga "War Games" é publicado. Batman e seus aliados lutam contra Máscara Negra e as gangues de Gotham. (Detective Comics # 797)

### 2005
- Janeiro: Stephanie Brown morre após ser torturada pelo Mascara Negra. (Batman #634)

- Fevereiro: Jason Todd é ressuscitado e se torna o novo Capuz Vermelho. (Batman #635)

### 2006
- Setembro: O escritor Grant Morrison decidiu re-oficializar o filho de Bruce com Talia na cronologia oficial do Batman, dando a ele o nome de Damian Wayne. (Batman #655)

### 2008
- Maio-Novembro: Grant Morrison cria a saga Batman R.I.P.  (Batman #676 a #683) [49]

- Junho: Grant Morrison cria o crossover Final Crisis da editora norte-americana DC Comics, planejada para ser o final de duas outras mega-sagas: Crise nas Infinitas Terras (a destruição do Multiverso) e Crise Infinita (a reconstrução de 52 universos).

### 2009
- Março: No final da saga Final Crisis, Batman fere mortalmente Darkseid mas ao mesmo tempo, acaba sendo atingido pelo Raio Omega do vilão e aparentemente morre.

- Março-Junho: Surge a saga Battle for the Cowl, história que narra as consequências da morte de Batman. Enquanto os inúmeros vilões aproveitam a oportunidade para criar um enorme caos em Gotham City, surge uma disputa entre os aliados mais próximos do herói para ver quem assumirá o seu lugar. A disputa ocorre entre os três primeiros Robins: Dick Grayson, Jason Todd e Tim Drake. Por fim, Dick Grayson (o primeiro Robin) assume a posição de "Batman" e Damian Wayne (filho de Batman) tornando-se o quinto "Robin".[50]

- Abril: Surge a história "Whatever Happened to the Caped Crusader?" escrita por Neil Gaiman, desenhada por Andy Kubert e arte-finalizada por Scott Williams, na qual propõe-se a ser "a última história" do personagem.   (Batman #686 e Detective Comics #853) [51][52][53][54]

### 2010
- Maio-Novembro: Em "Batman: The Return of Bruce Wayne", é revelado que Bruce na verdade foi lançado de volta no tempo para o início da história, através da Sanção Ômega, a qual o amaldiçoara a uma infinidade de encarnações, mortes trágicas e reencarnações através do tempo, as quais culminariam com uma morte final que também destruiria o continuum espaço-tempo através de uma explosão de Radiação Ômega. Por fim, Bruce logo retorna ao alter ego de Batman.[55]

- Novembro: Surge a "Batman Incorporated", uma equipe de versões do Batman espalhados pelo mundo, heróis financiados pela fortuna Wayne e liderados pelo Homem Morcego, os quais tem como principal inimigo, a organização criminosa Leviatã original. (Batman and Robin #16)[56]